# Thesea alternata
Thesea alternata is een zachte koraalsoort uit de familie Plexauridae. De koraalsoort komt uit het geslacht Thesea. Thesea alternata werd in 1910 voor het eerst wetenschappelijk beschreven door Nutting. 